# Orthocladius coffmani
Orthocladius coffmani är en tvåvingeart som beskrevs av Soponis 1990. Orthocladius coffmani ingår i släktet Orthocladius och familjen fjädermyggor.
Artens utbredningsområde är Alaska. Inga underarter finns listade i Catalogue of Life.